# Virginia Gibson

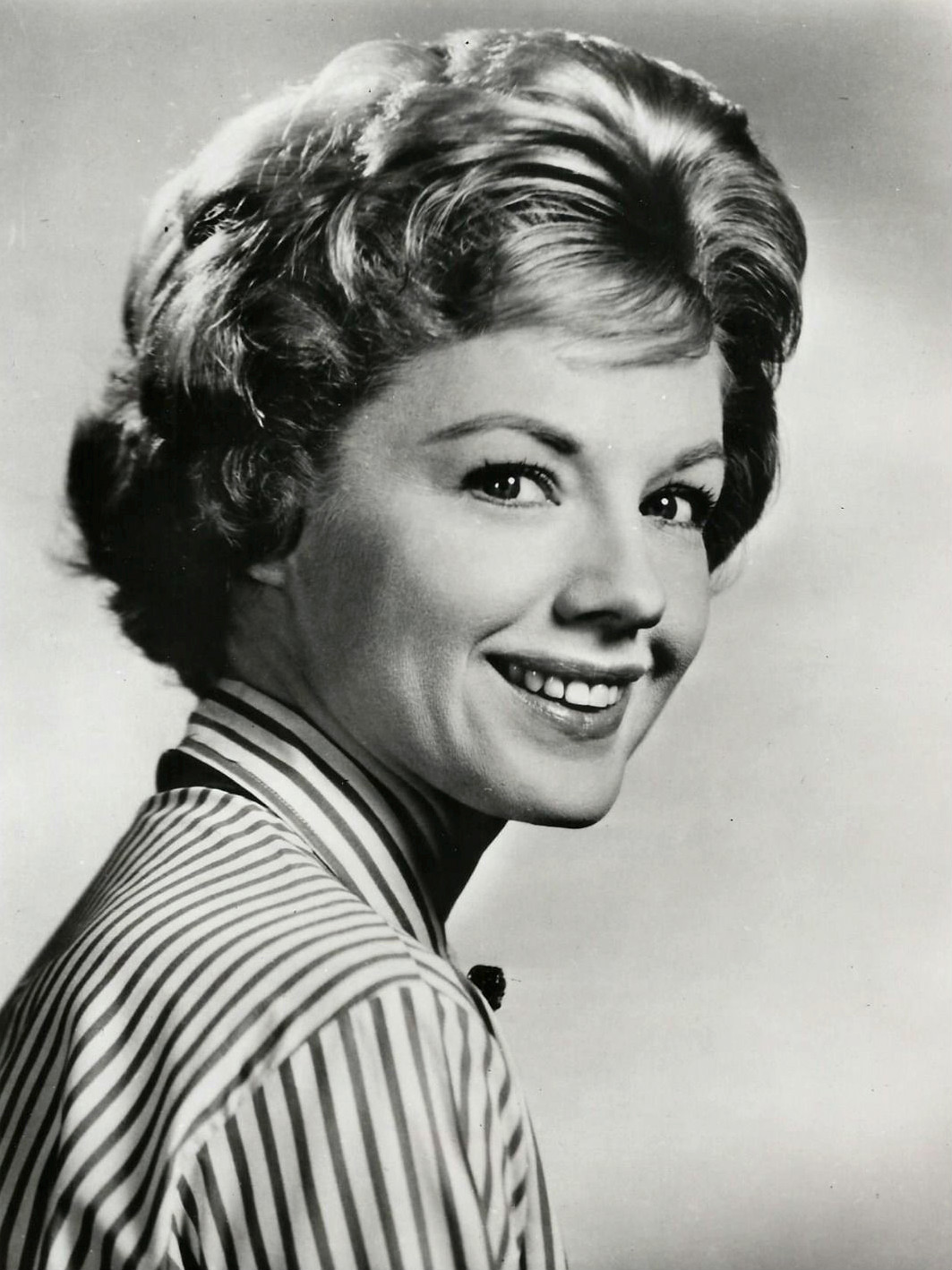
Virginia Gibson, 1967

Virginia Gibson (* 9. April 1925 in St. Louis, Missouri als Virginia Gorski; † 25. April 2013 in Newtown, Bucks County) war eine US-amerikanische Tänzerin, Film-, Fernseh- und Musicaldarstellerin.

## Leben
Gibson hatte polnische sowie irische Vorfahren und war die Tochter von John S. Gorski. Sie besuchte die St. Alphonsus Parochial School.
1937 begann sie als Balletttänzerin der St. Louis Opera Company. 1949 wirkte sie unter ihrem Geburtsnamen am Broadway. 1950 nahm Warner Bros. Gibson unter Vertrag und sie hatte ihr Filmdebüt in Bezaubernde Frau (Tea for Two, 1950).
Ihre bekannteste Filmrolle war Liza in Eine Braut für sieben Brüder.

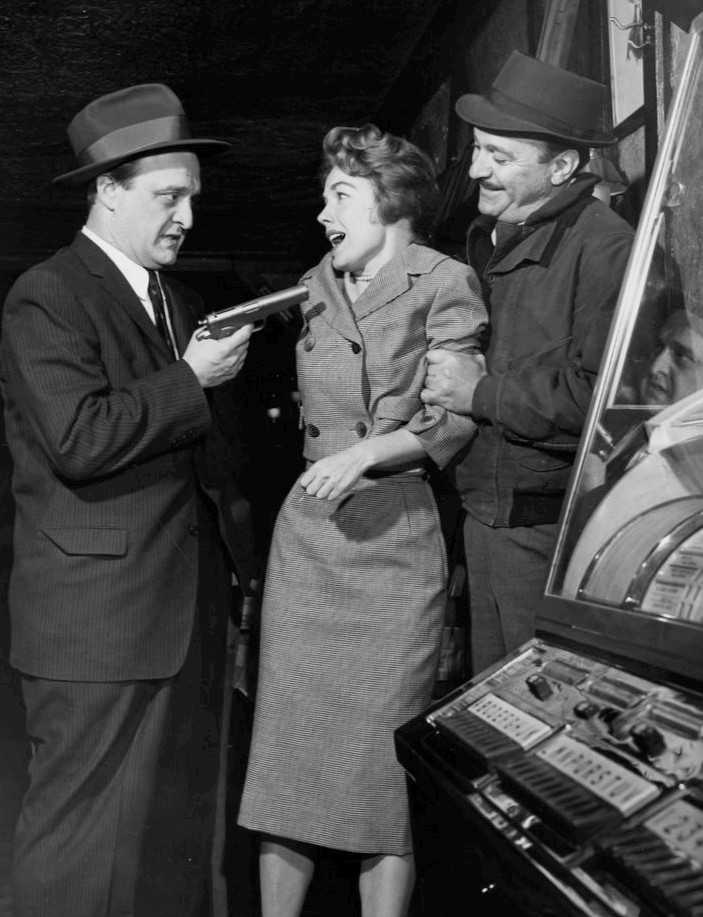
Vincent Gardenia, Gibson und Val Avery in Sound of Violence

Von 1962 bis 1971 war sie Co-Moderatorin der ABC-TV Dokumentation Discovery.
Gibson trat auch in Werbespots für eine Kuchenmischung, Kameras, einen Schokoriegel, ein Waschmittel, ein Haarspray, Papiertücher und eine Seife auf.
Sie starb am 25. April 2013 und wurde auf dem Calvary Cemetery and Mausoleum in Saint Louis, Missouri begraben.
Gibson war unverheiratet und hatte keine Kinder. Sie war römisch-katholisch und Republikanerin.

## Auszeichnungen
1957 war sie für ihre Darstellung der Beth Livingstone in Happy Hunting für den Tony Award als Best Featured Actress in a Musical nominiert.

## Filmografie (Auswahl)
- 1950: Bezaubernde Frau (Tea for Two)
- 1951: Painting the Clouds with Sunshine
- 1951: Goodbye, My Fancyrs
- 1952: About Face
- 1952: Gauner mit weißer Weste (Stop, Your’re Killing Me)
- 1953: Zurück am Broadway (She’s Back on Broadway)
- 1954: Eine Braut für sieben Brüder (Seven Brides for Seven Brothers)
- 1954: Athena
- 1955: So This Is Hollywood (TV-Serie)
- 1956: I Killed Wild Bill Hickok
- 1956: Once Upon a Honeymoon
- 1957: Ein süßer Fratz (Funny Face)